# Việt quất thường xanh

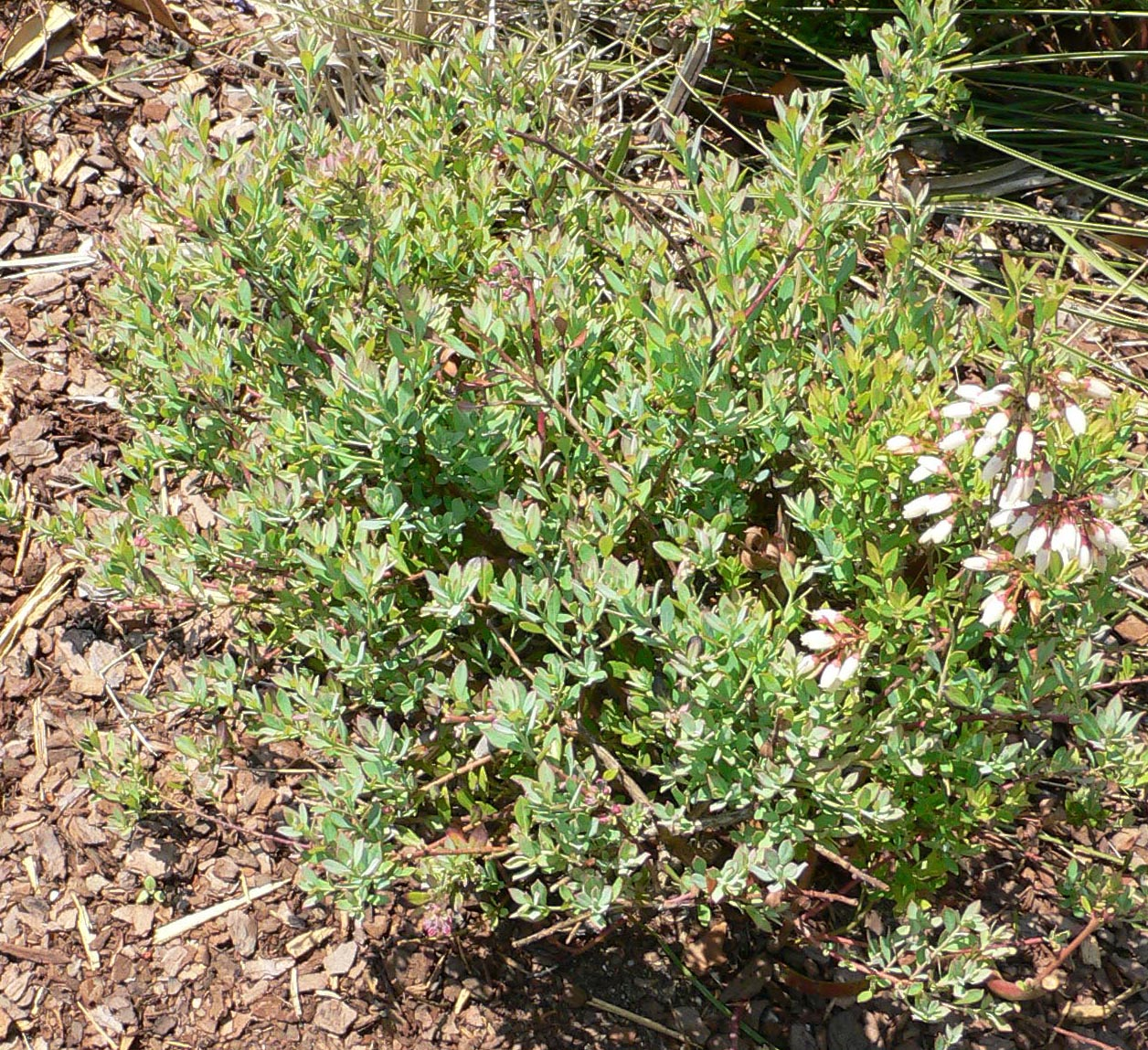
Cây quả việt quất Darrow

Vaccinium darrowii, với tên thường gọi là quả việt quất Darrow, quả việt quất thường xanh, quả việt quất bụi, hay quả việt quất highbush, là một loài của Chi việt quất trong nhóm quả việt quất (giáo phái Vaccinium. Cyanococcus).

## Phân bố
Việt quất thường xanh có nguồn gốc từ Đông Nam Hoa Kỳ, ở Alabama, Florida, Georgia, Louisiana và Mississippi. Môi trường sống chính của loài là rừng thông, nơi nó thích ánh nắng mặt trời đầy đủ và đất hơi chua thường gặp trong môi trường sống như vậy.

## Miêu tả
Việt quất thường xanh là một loại cây bụi thường xanh mọc 30–120 cm (0,98–3,94 ft) cao, với những chiếc lá nhỏ, đơn giản, hình trứng 10 cấp15   dài mm và ở dạng không lai là màu xanh lam nhạt ở gốc cây và màu hồng nhạt ở đầu cành.
Những bông hoa màu trắng, hình chuông, 4   dài mm. Quả là quả mọng có đường kính 4 – 6 mm, màu xanh đen với một bông sáp màu trắng.

## Canh tác
Các loài Việt quất thường xanh được trồng để ăn quả mọng, và trồng trong vườn sử dụng như một loại cây cảnh trong nhà vườn, cây bản địa và khu vườn động vật hoang dã, và cảnh quan thiên nhiên dự án.

### Giống cây trồng lai
Nhiều cây giống Nam Highbush Blueberry thương mại là lai, xuất phát từ phép lai giữa Vaccinium darrowii với Bắc Highbush Blueberry (Vaccinium corymbosum), cũng như các loài khác như Rabbiteye việt quất (Vaccinium virgatum) và Lowbush blueberry (việt quất bụi thấp).
Các giống cây trồng Nam Highbush Blueberry, ngoài các yêu cầu làm lạnh thấp hơn, còn có khả năng chịu đựng tốt hơn với nhiệt độ mùa hè cao, khả năng chịu hạn hán lớn hơn và phát triển chất lượng quả vượt trội trong điều kiện trồng trọt ở miền Nam Hoa Kỳ. Theo quy định, quả việt quất Nam Highbush Blueberry là tự sinh. Tuy nhiên, quả lớn hơn và chín sớm hơn nếu một số giống được trồng để thụ phấn chéo.
Các giống việt quất miền Nam sau đây, được liệt kê theo thời gian chín của trái cây, được khuyến nghị cho vườn trái cây và cảnh quan:
- Mùa rất sớm: 'O'Neal'
- Sớm / giữa mùa: 'Cape Fear'
- Giữa mùa hè: 'Blue Ridge' và 'Georgia Gem' (thích nghi với Sandhills và Vùng đồng bằng ven biển; cần bảo vệ băng giá ở vùng vịnh)
- Giữa / cuối mùa: 'Di sản' và 'Hội nghị thượng đỉnh'
- Cuối mùa: 'Ozarkblue' (chỉ dành cho người Piemonte)